# Christine Germain
Christine Germain, née en 1971 à Montréal, est une poète et dramaturge québécoise.

## Biographie
Poète et dramaturge, Christine Germain est coréalisatrice de l'émission « Les Décrocheurs d'étoiles » diffusée sur la chaîne culturelle de Radio-Canada aux côtés de Michel Garneau,.
Elle fait paraître trois recueils accompagnés d'un disque son, soit Textes de la soif : monologues à voix haute (Planète Rebelle, 1999), Journal territoire : bestiaire à têtes de femme (Planète Rebelle, 2004) ainsi que Soirs menteurs : poésie (Planète Rebelle, 2010). Germain publie également un recueil de poésie qui s'intitule Cœur de bête hôpital (Les Éditions Rodrigol, 2015),,.
Elle participe à plusieurs événements littéraires, festivals, projets collectifs et spectacles multidisciplinaires. En 1999, elle participe notamment à un « Cabaret multidisciplinaire, pour une rencontre entre la littérature et la musique » présenté par Planète Rebelle au Lion d'Or aux côtés de plusieurs auteur.es,. En 2014, elle fait partie du spectacle Rose au cœur violet / Voix de femmes surréalistes présenté dans plusieurs maisons de la culture,.
Navigant entre l'écriture théâtrale, l'oralité, le récit et la poésie, plusieurs de ses textes sont diffusés sur les zones de Radio-Canada. Germain signe également plusieurs textes produit au Théâtre Urbi et Orbi.

## Œuvres

### Poésie
- Cœur de bête hôpital, Montréal, Les Éditions Rodrigol, 2015, 41 p. (ISBN 9782923617176)

### Livres audio
- Textes de la soif : monologues à voix haute, Montréal, Planète Rebelle, 1999, 1 livre, 1 disque son. (ISBN 2-922528-04-9)

- Journal territoire : bestiaire à têtes de femme, Montréal, Planète Rebelle, 2004, 1 livre, 1 disque son. (ISBN 2-922528-45-6)
- Soirs menteurs : poésie, Montréal, Planète Rebelle, 2010, 1 livre, 1 disque son. (ISBN 978-2-923735-06-1)